# (84) Klio
(84) Klio – planetoida z pasa głównego planetoid okrążająca Słońce w ciągu 3 lat i 230 dni w średniej odległości 2,36 j.a. Została odkryta 25 sierpnia 1865 roku w obserwatorium w Düsseldorfie przez Roberta Luthra. Nazwa planetoidy pochodzi od Klio, muzy historii w mitologii greckiej.